# Башараж
Башараж (на люксембургски: Gemeng Nidderkäerjeng) е село и бивша община в Люксембург, окръг Люксембург, кантон Капелен, днес в състава на община Керенг.
Има обща площ от 19,14 км². Населението ѝ е 7244 души през 2009 година.